# Beurré d'Amanlis
Espèce
Classification phylogénétique
La Beurré d'Amanlis est une variété française de poire.

## Synonymes
- Delbart, Delbert ou d'Albert[1].
- Hubart.
- Kaissoise.
- Thiessoise.
- Amanlis Butterbirne,
- Wilhelmine[2].

## Origine
Pour certains, le pied-mère de Beurré d'Amanlis a été trouvé à Amanlis, près de Rennes. Pour d'autres, désavoués par Auguste Royer, c'est une création de Van Mons datée de 1823, la Wilhelmine.

## Description

### Arbre
Rameaux : gros, longs, parfois très arqués ou coudés, d'un rouge grisâtre, abondamment ponctués.
Yeux : sphériques, peu écartés du rameau.
Culture : l'arbre, greffé sur cognassier est très fertile, pousse vigoureusement, mais ne se forme bien en pyramide qu'avec beaucoup de soins.
Sur franc, après avoir été accolé d'un tuteur en pépinière, cultivé sur tige, il devient très fertile après quelques années de plantation.
Les fruits doivent être entrecueillis en raison de leur chute facile.
Traiter préventivement l'arbre et les jeunes fruits pour lutter contre la tavelure du poirier qui attaque assez fortement cette variété.
Fruit d'amateur et de commerce.

### Fruit
Assez gros, plus ou moins allongé ou ventru, affectant le plus souvent la forme Bon Chrétien.
Épiderme. Mince, d'un vert pâle, bien ponctué de gris, parfois rouge sombre à l'insolation.
Pédicelle. Assez court, de force normale, un peu arqué, implanté dans une petite cavité irrégularisée par une protubérance, ordinairement très marquée.
Œil. Assez grand, clos ou mi clos, irrégulier, pou enfoncé.
Chair. Blanche citrine, verte sous la peau, mi fine, fondante, juteuse. plus ou moins parfumée, souvent un peu acidulée.
Qualité : de bonne à assez bonne.
Maturité : septembre.